# Jefe Looking Glass

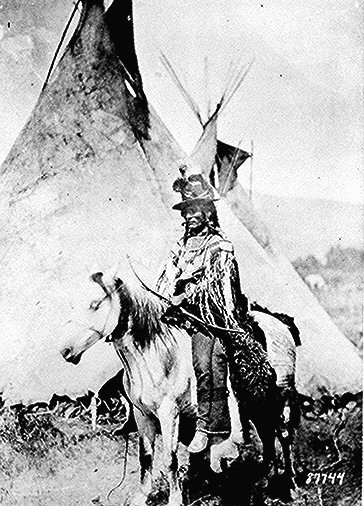
Looking Glass en 1877.

El Jefe Looking Glass (Allalimya Takanin c. 1832 - 1877) fue un líder guerrero nez percé quien, con el Jefe Joseph, dirigió la retirada de 1877 desde el este de Oregón a Montana y hacia la frontera del Canadá durante la Guerra Nez Perce.
Murió en 1877 tras la batalla de Bear Paw.
A pesar de estar profundamente ofendido por la llegada occidenatl de estas tierras, se opuso a ir a la guerra contra los Estados Unidos por los planes para forzar a su pueblo a recluirse en pequeñas reservas en Lapwai, Idaho.
Su padre fue un importante jefe Nez Perce llamado Timothy Plocinik.